# 사랑했는데
"사랑했는데"는 1968년 공개된 대한민국의 영화이다.

## 배역
- 신영균
- 고은아
- 남정임
- 김동원
- 김소은
- 정애란
- 전연실
- 문주
- 최재호
- 황인철
- 김승남
- 박병기